# سيلوس (زيمبابوي)
سيلوس (بالإنجليزية:Selous) هي قرية في مقاطعة ماشونالاند الغربية في زيمبابوي, وتقع على الطريق الرئيسي من هراري إلى لبولاوايو. سميت بهذا الاسم بعد اكتشافها من قبل المستكشف والصياد البريطاني فريدريك سيلوس.
في عام 1985 كتب الروائي توم روبينز عن تفاصيل رحلته للوصول إلى هذه القرية رواية تحت عنوان "The Day The Earth Spit Warthogs".